# Adiós, señor Haffmann
Adiós, señor Haffmann (título original: Adieu monsieur Haffmann) es una película francesa del género dramático estrenada en 2021. Dirigida por Fred Cavayé, contó con las actuaciones de Daniel Auteuil, Gilles Lellouche, Sara Giraudeau y Nikolai Kinski. Está basada en la laureada obra de teatro del mismo nombre de Jean-Philippe Daguerre.

## Sinopsis
Durante la ocupación nazi de Francia, un asistente de joyero esconde en su casa a su jefe judío y enfrenta un serio dilema. Por un lado, la experticia como joyero del señor Haffmann le está dando notables rendimientos económicos pero, por otro lado, debe correr un alto riesgo al resguardarlo en su vivienda. A esto se suma su esposa Blanche, quien empieza a desarrollar una relación personal con el señor Haffmann.

## Reparto
- Daniel Auteuil es Joseph Haffmann
- Gilles Lellouche es François Mercier
- Sara Giraudeau es Blanche Mercier
- Nikolai Kinski es el comandante Jünger
- Mathilde Bisson es Suzanne
- Anne Coesens es Hannah Haffmann

## Recepción
En Rotten Tomatoes, el filme tiene una calificación del 100% basada en 18 reseñas. Para Payl Byrnes de The Sydney Morning Herald, se trata de un «impactante drama bélico tan tenso que te hará retorcerte». Peter Rainer de FilmWeek le dio una calificación positiva y afirmó: «En cuanto a los dramas sobre el Holocausto, la ventaja de esta película es que, en última instancia, se trata de un estudio psicológico». Para David Stratton de The Australian, «la fotografía de Denis Rouden y el diseño de producción de Philippe Chiffre evocan a la perfección el sombrío escenario de las callejuelas de París en esta época de pesadilla».